# Smultronstället

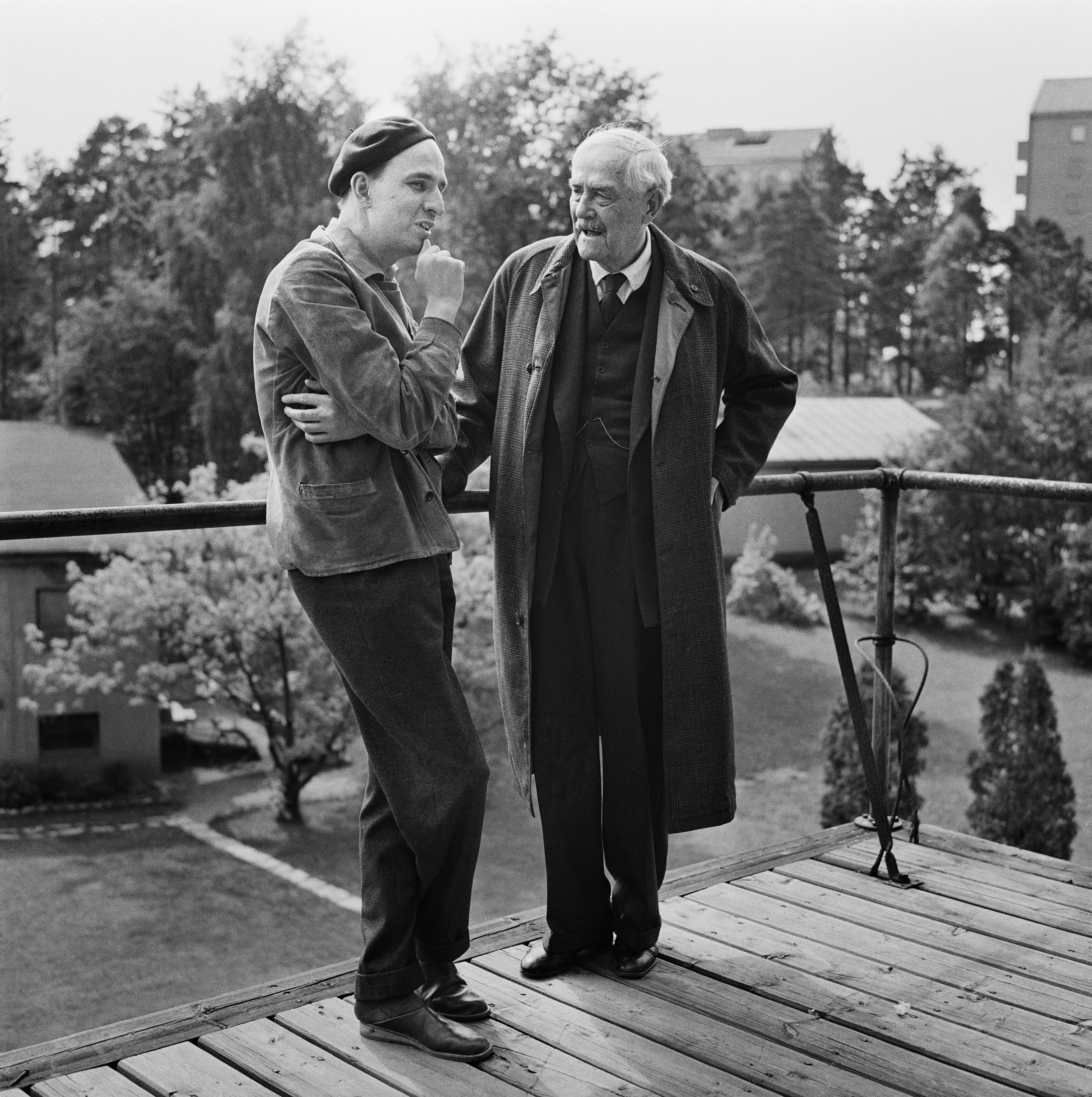
Ingmar Bergman och Victor Sjöström i en inspelningspaus i Filmstaden i Solna.

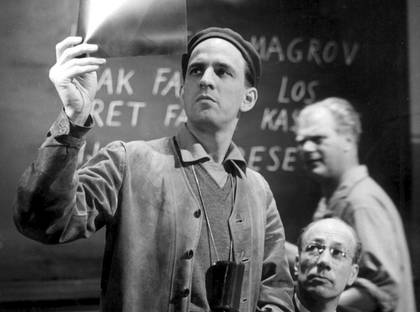
Regissören Ingmar Bergman under inspelningen. Bakom honom sitter Gunnar Sjöberg. Foto: Louis Huch.

Smultronstället är en svensk dramafilm från 1957 skriven och regisserad av Ingmar Bergman, med Victor Sjöström i huvudrollen som professor Isak Borg. Det blev Sjöströms sista filmroll. Därutöver medverkade bland andra Bibi Andersson, Ingrid Thulin, Gunnar Björnstrand och Max von Sydow.

## Handling
Filmen utspelar sig under en bilresa på Riksettan (gamla E4:an) från Stockholm till Skåne, dit läkaren Isak Borg (Victor Sjöström) färdas för att utnämnas till jubeldoktor vid Lunds universitet. Med sig har han svärdottern Marianne (Ingrid Thulin), som är på väg hem till sin make, Isaks son Evald, i Lund. Den blivande jubeldoktorn har haft en framgångsrik yrkeskarriär, men på det personliga planet är han misslyckad. Han färdas även i drömmar och bland minnen, där han får träffa människor ur sitt förflutna.
Filmen börjar i Isak Borgs hem. Hemmet är i pedantisk ordning och sköts med hjälp av hembiträdet fröken Agda (Jullan Kindahl). Natten innan han skall promoveras, drömmer Isak Borg en märklig och obehaglig dröm, där han går i ett öde nedgånget stadslandskap. På en vägg hänger en klocka, som precis som hans egen klocka saknar visare. En hästdragen likvagn med likkista, men utan kusk, rullar förbi honom; kärran slår emot en lyktstolpe, och kistan trillar ned framför Isak Borg, som får se sig själv ligga i kistan.
När han vaknar upp tidigt på morgonen, bestämmer han sig för att han, istället för att flyga till Lund tillsammans med Agda, skall köra bil dit under dagen. Fröken Agdas protester besvaras med iskallt gnabb. Då kommer svärdottern Marianne förbi och bestämmer sig för att följa med Isak till Lund. Marianne har varit på besök hos Isak den senaste månaden och vill hem till sin make Evald i Lund.
När de väl kommit iväg, kör Isak ut ur Stockholm från Slussen därefter ut på en motorväg och sedan vidare ut på landsbygden. Under färden samtalar Marianne och Isak. Marianne förebrår Isak att vara en känslokall egoist, som genom sina krav på sin son tvingar honom att arbeta ihjäl sig. Isak försvarar sig med att det handlar om principer och säger även till Marianne att cigarettrökning inte är tillåten i bilen.
Efter en stund kör Isak in på en mindre väg och stannar vid sin barndoms sommarhus. Det är numera obebott och förfallet. Medan Marianne tar sig ett dopp i en närbelägen sjö, lägger sig Isak ned under ett träd och drömmer sig tillbaka till sin ungdom och till scener som utspelade sig för 60 år sedan. Då dyker hans kusin Sara (Bibi Andersson) upp i drömmen. Hon plockar en korg med smultron åt sin farbror Aron, som har namnsdag. Isak och Sara är hemligt förlovade. Senare tillsluter Isaks bror Sigfrid (Per Sjöstrand), och så är det scener som utspelade sig i barndomshemmet. Isak väcks till liv ur dagdrömmen av den unga lifterskan Sara (Bibi Andersson), som tillsammans med sina två manliga kamrater får lift på väg söderut.

## Om filmen
Filmen belönades med en Golden Globe för bästa utländska film. Filmen belönades med Guldbjörnen 1958.
Den dikt som Isak Borg läser på raststället vid Gyllene Uttern är de två första verserna ur Johan Olof Wallins psalm Var är den Vän, som överallt jag söker.
Scenerna i Lunds domkyrka kunde av praktiska skäl inte spelas in i domkyrkan.
Regiassistent var den 18-årige Gösta Ekman, vid denna tid enbart känd som sonson till den store skådespelare med samma namn och som son till Hasse Ekman.
Smultronstället är en av titlarna i boken Tusen svenska klassiker (2009).

## Rollista i urval
- Victor Sjöström - Isak Borg, professor
- Bibi Andersson - Sara, hans kusin/liftaren Sara
- Ingrid Thulin - Marianne, Evalds fru
- Gunnar Björnstrand - Evald Borg, docent, Isaks son
- Jullan Kindahl - Fröken Agda
- Folke Sundquist - Anders
- Björn Bjelfvenstam - Viktor
- Naima Wifstrand - Isaks mor
- Gunnar Sjöberg - Sten Alman, ingenjör
- Gunnel Broström - Berit Alman, hans fru
- Max von Sydow - Henrik Åkerman, bensinstationsägare
- Ann-Mari Wiman - Eva Åkerman, hans fru
- Sif Ruud - Tant Olga
- Yngve Nordwall - Farbror Aron
- Per Sjöstrand - Sigfrid Borg
- Gio Petré - Sigbritt Borg
- Gunnel Lindblom - Charlotta Borg
- Per Skogsberg - Hagbart Borg
- Göran Lundqvist - Benjamin Borg
- Gertrud Fridh - Karin, Isaks fru
- Åke Fridell – Karins älskare
- Helge Wulff - Promotor

## Citat
- – Nå, fanns Gud?
- "Vårt umgänge med andra människor består huvudsakligen i att vi diskuterar och värderar vår nästas karaktär och beteende. Detta har medfört att jag frivilligt avstått från praktiskt taget all så kallad samvaro."

## Musik i filmen
- Fuga i ess-moll av Johann Sebastian Bach
- Södermanlands regementes marsch av Carl Axel Lundvall
- Marcia Carolus Rex, uppteckning (?) av Wilhelm Harteveld
- Parademarsch der 18:er Husaren av Alwin Müller
- Under rönn och syrén ("Blommande sköna dalar"), musik av Herman Palm, text av Zacharias Topelius
- Ja, må han leva!